# Torneo de Estocolmo 2024
El BNP Paribas Nordic Open 2024 fue un torneo de tenis perteneciente al ATP Tour 2024 en la categoría ATP Tour 250. El torneo tuvo lugar en la ciudad de Estocolmo (Suecia) desde el 14 hasta el 20 de octubre, sobre canchas duras.

## Distribución de puntos
| Modalidad            | Campeón | Finalista | Semifinales | Cuartos de final | 2ª ronda | 1ª ronda | Clasificados | 2ª ronda de clasificación | 1ª ronda de clasificación |
| Individual masculino | 250     | 165       | 100         | 50               | 25       | 0        | 13           | 7                         | 0                         |
| Dobles masculino     | 250     | 150       | 90          | 45               | 20       | 0        | -            | -                         | -                         |

## Cabezas de serie

### Individuales masculino
| Tenista           | Ranking | Preclasificado |
| Andrey Rublev     | 6       | 1              |
| Casper Ruud       | 9       | 2              |
| Grigor Dimitrov   | 10      | 3              |
| Tommy Paul        | 13      | 4              |
| Nicolás Jarry     | 29      | 5              |
| Brandon Nakashima | 35      | 6              |
| Tallon Griekspoor | 40      | 7              |
| Luciano Darderi   | 42      | 8              |

- Ranking del 2 de octubre de 2024.[2]

### Dobles masculino
| Tenistas                        | Ranking | Preclasificados |
| Harri Heliövaara Henry Patten   | 31      | 1               |
| Hugo Nys Jan Zieliński          | 51      | 2               |
| Jean-Julien Rojer Joe Salisbury | 54      | 3               |
| Julian Cash Lloyd Glasspool     | 70      | 4               |

## Campeones

### Individual masculino
Tommy Paul venció a  Grigor Dimitrov por 6-4, 6-3

### Dobles masculino
Harri Heliövaara /  Henry Patten vencieron a  Petr Nouza /  Patrik Rikl por 7-5, 6-3